# 384 (číslo)
Tři sta osmdesát čtyři je přirozené číslo, které následuje po čísle tři sta osmdesát tři a předchází číslu tři sta osmdesát pět. Římskými číslicemi se zapisuje CCCLXXXIV a řeckými číslicemi τπδ.

## Matematika
384 je:
- Abundantní číslo
- Nešťastné číslo
- Dvojitý faktoriál čísla 8
- Součet prvočíselné dvojice (191 + 193)

## Astronomie
- (384) Burdigala je planetka hlavního pásu, kterou objevil v roce 1894 Fernand Courty

## Doprava
- Silnice II/384 je česká silnice II. třídy vedoucí na trase  – Brno[1]

## Roky
- 384
- 384 př. n. l.